# Vasile Radu (teolog)
Vasile Radu (n. 16 decembrie 1887, Panciu, Putna, România – d. 7 septembrie 1940, București, România) a fost un preot și profesor universitar român de teologie, traducător al Bibliei în limba română din ebraică și greacă („Biblia sinodală” din 1936, împreună cu Nicodim Munteanu și Gala Galaction). Profesor de limba ebraică și exegeza Vechiului Testament la Facultatea de Teologie din Chișinău (1927–1940), el este considerat primul orientalist ortodox român și un important traducător din arabă și ebraică.

## Biografie
Născut în orașul Panciu, județul antebelic Putna (în prezent în județul Vrancea), Vasile Radu a studiat la „Seminarul Central” din București. A urmat apoi cursurile Facultății de Teologie din București, unde și-a susținut cu succes și doctoratul (în 1921).
Între anii 1915–1919 a fost diacon la Biserica „Adormirea Maicii Domnului” din Giurgiu, iar după hirotonirea sa întru preoție a slujit ca preot la Internatul Teologic din București (1919–1921).
După ce și-a luat doctoratul, a slujit ca superior (preot) al Bisericii ortodoxe românești din Paris (1921–1927), completând-și în paralel studiile postuniversitare la Institutul Catolic din Paris și la Ėcole des Hautes Ėtudes din Paris, unde a urmat cursuri de limbi orientale. În 1927 a revenit în România și a ocupat postul de profesor la Catedra de Exegeza Vechiului Testament și limbă ebraică a Facultății de Teologie din Chișinău (până în iunie 1940, când Basarabia a fost ocupată de URSS).
Părintele Vasile Radu s-a refugiat la București, dar a decedat după circa două luni, la 7 septembrie 1940.

### Traducător al Bibliei
Vasile Radu a avut importante contribuției la traducerea Bibliei în limba română.
În anul 1936 a ieșit de sub tipar o nouă traducere a Sfintei Scripturi, realizată de mitropolitul Nicodim al Moldovei, profesorul Vasile Radu și profesorul Gala Galaction (pseudonimul literar al lui Grigorie Pișculescu), denumită ulterior de specialiști ca a doua Biblie sinodală (deoarece a apărut cu aprobarea Sfântului Sinod al Bisericii Ortodoxe Române, prima Biblie sinodală fiind cea tipărită în 1914). Titlul original al acestei remarcabile traduceri din 1936 este Biblia, adică Dumnezeiasca Scriptură a Noului și Vechiului Testament, tradusă după textul grecesc al Septuagintei, confruntat cu cel ebraic. Traducerea s-a făcut după textul grecesc al Septuagintei, confruntat cu cel ebraic („textul masoretic”) și a fost realizată astfel: mitropolitul Nicodim Munteanu – 23 cărți canonice și una necanonică ale Vechiului Testament, preot prof. Vasile Radu – 16 cărți canonice și 8 necanonice ale Vechiului Testament, preot prof. Gala Galaction – cele 10 cărți deuterocanonice și Cartea lui Iov din Vechiul Testament. Pentru Noul Testament s-a folosit traducerea din 1927 (revizuită în 1930) a lui Gala Galaction și Vasile Radu.
Mai târziu, în 1938, a publicat, împreună cu Gala Galaction, o nouă traducere în românește: Biblia, adică Sfânta Scriptură, traducere după textele originale ebraice și grecești, tipărită la editura Fundației pentru Literatură și Artă.
În ediția sinodală din 1944 a Bibliei, 28 de cărți erau cele traduse în trecut de Vasile Radu și Gala Galaction. Edițiile sinodale revizuite din 1968, 1975, 1982 și 1989 au la bază textul celei din 1936 (a doua Biblie sinodală), cu unele îmbunătățiri de limbă și stil.

## Lucrări publicate
Dintre alte lucrări publicate de preotul Vasile Radu se pot menționa:
- Voyage du patriarche Macarie d'Antioche en Orient, en Moldavie et en Valachie. Étude préliminaire. Valeur des manuscrits et des traductions, I, Paris, 1927
- Voyage du patriarche Macarie d'Antioche en Orient, en Moldavie et en Valachie. Étude préliminaire. Valeur des manuscrits et des traductions, texte traduse în franceză din limba arabă, I, Paris, 1930; II, Paris, 1933; III, Paris, 1949; în colecția Patrologia Orientalis (texte traduse în limba română și incluse în lucrarea Călători străini despre țările române, vol. VI, Ed. Științifică și Enciclopedică, București, 1976, pp. 21–307)
- „Mănăstirea Sfântului Spiridon și patriarhul Silvestru al Antiohiei”, în Revista Istorică Română, II, fasciculul I, 1933, pp. 11–31
- „Reorganizarea învățământului teologic”, în ziarul Mișcarea, București (47 de foiletoane publicate în anul 1932)
- Critică și metodă. Cu prilejul unei teze de doctorat, București, 1933